# Saint-Floxel
Saint-Floxel is een gemeente in het Franse departement Manche (regio Normandië) en telt 424 inwoners (2005). De plaats maakt deel uit van het arrondissement Cherbourg-Octeville.

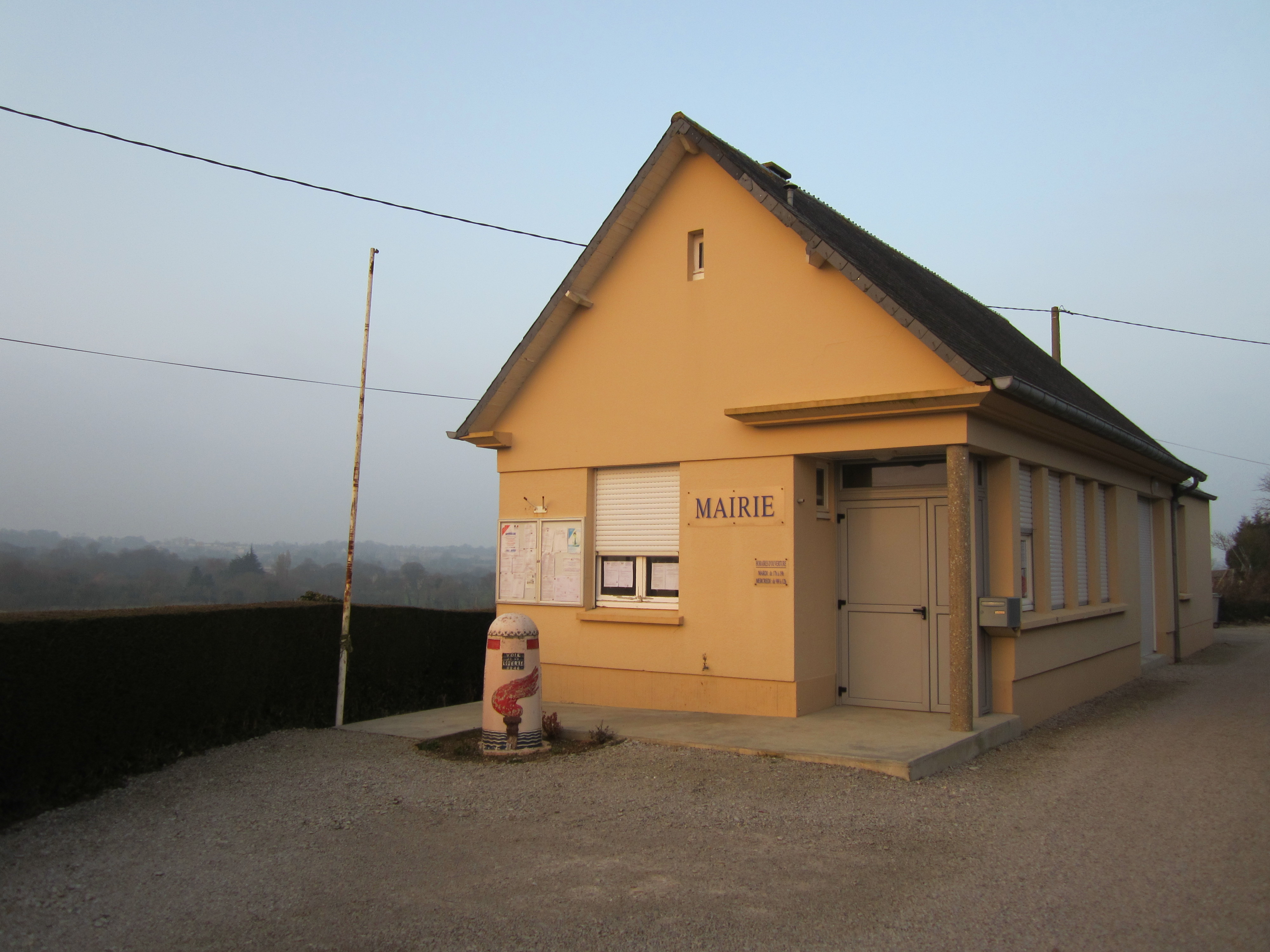
Gemeentehuis
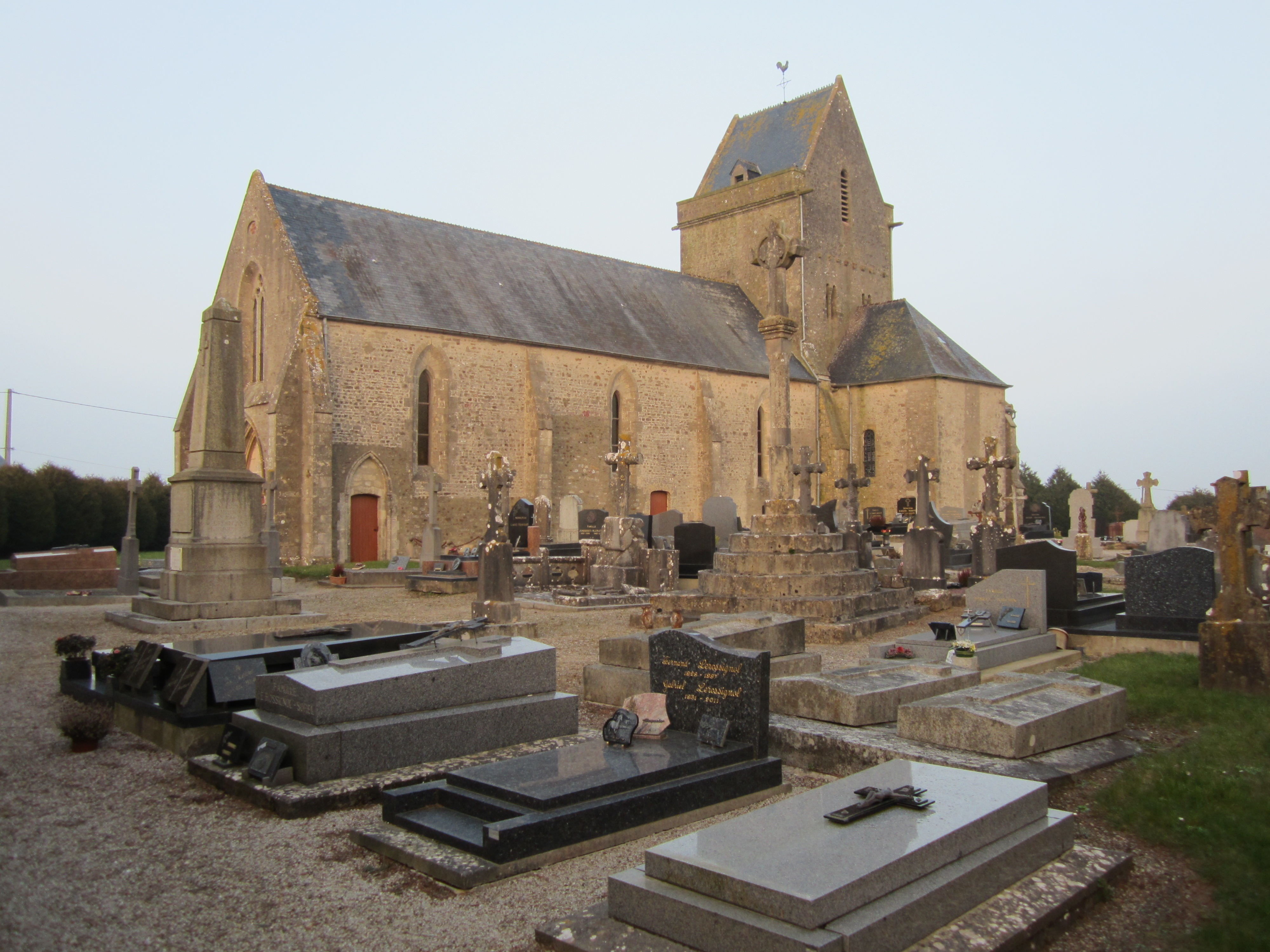
Kerk van Saint-Floxel

## Geografie
De oppervlakte van Saint-Floxel bedraagt 8,5 km², de bevolkingsdichtheid is 49,9 inwoners per km².
De onderstaande kaart toont de ligging van Saint-Floxel met de belangrijkste infrastructuur en aangrenzende gemeenten.

## Demografie
Onderstaande figuur toont het verloop van het inwonertal (bron: INSEE-tellingen).

1. ↑  Populations de référence 2022.